# Joyride (альбом Стэнли Тёррентайна)
| Оценки критиков | Оценки критиков |
| Источник        | Оценка          |
| --------------- | --------------- |
| Allmusic        | [ 2 ]           |

Joyride — студийный альбом джазового саксофониста Стэнли Тёррентайна, записанный в 1965 году.

## Список композиций
1. «River’s Invitation» (Перси Мейфилд) — 6:18
2. «I Wonder Where Our Love Has Gone» (Бадди Джонсон) — 4:25
3. «Little Sheri» (Стэнли Тёррентайн) — 6:29
4. «Mattie T.» (Стэнли Тёррентайн) — 5:59
5. «Bayou» (Джимми Смит) — 6:18
6. «A Taste of Honey» (Рик Марлой, Роберт Скотт) — 3:57
7. «Gravy Train» (Лу Дональдсон) — 4:38 бонусный трек на CD
8. «A Kettle of Fish» (Джек Макдафф) — 4:53 бонусный трек на CD

## Участники записи
- Стэнли Тёррентайн — тенор-саксофон
- Херби Хэнкок — пианино
- Кенни Баррел — гитара
- Боб Креншоу — бас
- Грэди Тейт — ударные

Оркестр
- Кларк Терри, Эрни Роял, Снуки Янг — труба
- Генри Кокер, Дж. Дж. Джонсон, Джимми Кливленд — тромбон
- Фил Вудс — альт-саксофон, кларнет
- Джерри Доджон — альт-саксофон, флейта, альтовая флейта, кларнет, флейта-пикколо
- Дэнник Банк — баритон-саксофон, кларнет, бас-кларнет, флейта, альтовая флейта
- Роберт Эштон — тенор-саксофон, кларнет
- Альберт Дж. Джонсон — тенор-саксофон, сопрано-саксофон, кларнет, бас-кларнет
- Оливер Нельсон — аранжировки, дирижёр